# Довиалис кафрский
Довиалис кафрский, также кафрские яблоки, кафрская слива (лат. Dovyalis caffra) — вечнозеленое плодовое дерево семейства Ивовые.

## Описание
Кафрская слива — небольшое двудомное дерево высотой до 9 м, с овальными глянцевыми листьями 2,5-7,5 см длиной. Цветки маленькие безлепестковые. Плод круглый или слегка сплющенный, диаметром 2,5-4 см, с ярко-жёлтой гладкой жёсткой кожицей и кислой ароматной мякотью с 5-15 плоскими семенами в центре.

## Распространение
Родина Кафрской сливы — Юго-Западная Африка. В настоящее время она интродуцирована и культивируется в Южной Франции, Италии, Алжире, Египте, на Филиппинах, в Северо-Западной Австралии, на Ямайке, во Флориде и в Южной Калифорнии.

## Сезон
Как правило, растения цветут весной, а плоды созревают с августа по октябрь. Шипы усложняют процесс сбора урожая, поэтому крону снаружи проряжают, чтобы облегчить сбор фруктов.

## Использование

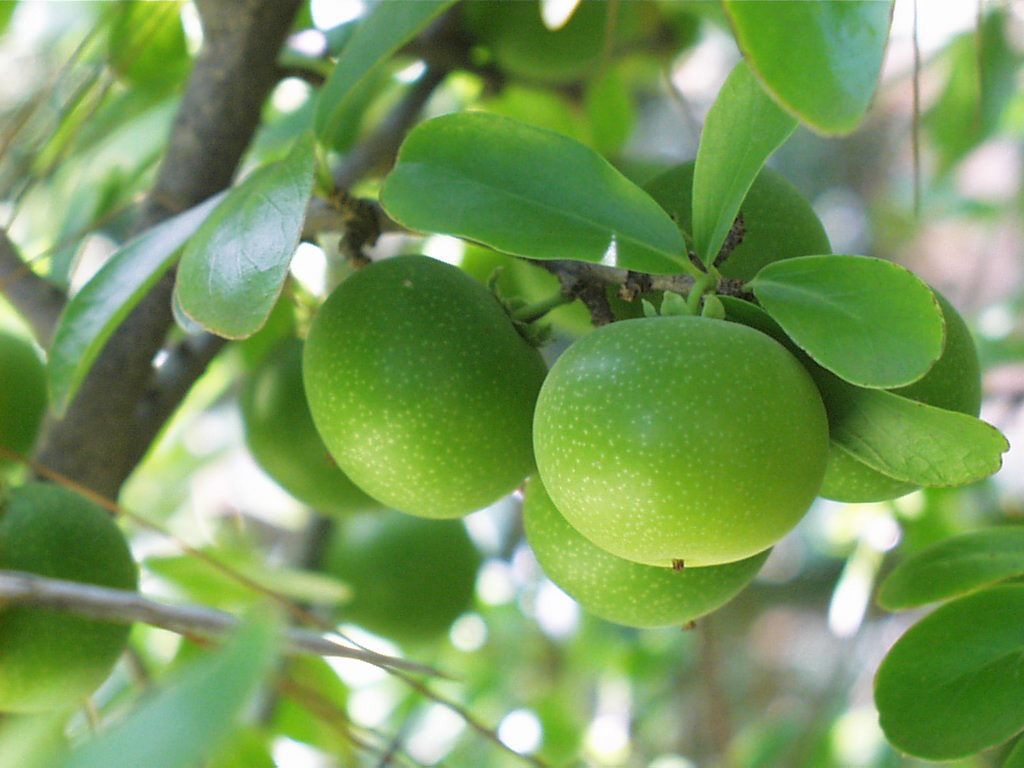
Недозрелые плоды Кафрской сливы

Спелые плоды Кафрской сливы съедобны в свежем виде, поэтому чаще всего они разрезаются пополам, чистятся и посыпаются сахаром. Из них также изготавливаются джемы, желе и маринады.